# Picosulfato sódico

## Picosulfato de sodio
Picosulfato de sodio (INN, también conocido como picosulfato sódico) es un laxante de contacto utilizado como tratamiento para el estreñimiento o para preparar el intestino grueso antes de la colonoscopia o cirugía. La sustancia activa sola, se vende bajo los nombres comerciales Sodipic, Anara, Laxoberal, Laxoberon  y en combinación con óxido de magnesio y ácido cítrico bajo los nombres de  Picolax, Picoprep, Pico-salax y Prepopik entre otros.

## Mecanismos de Acción y Farmacocinética
El Picosulfato de sodio administrado por vía oral, se absorbe en escasa cantidad. Es metabolizado por bacterias del colon a bis (p-hidroxifenil)-piridin-2-metano, el cual es el metabolito activo que estimula los plexos de Meissner y Auerbach en las paredes intestinales generando el movimiento peristáltico natural. Su acción se ve entre 10 y 14 horas y sumado a citrato de magnesio, su efecto es en alrededor de 3h. 
Los efectos secundarios más comunes de picosulfato son calambres abdominales y diarrea, esta última puede generar déficit de sodio y otros electrolitos. Más raramente se pueden experimentar náusea, convulsiones (muy baja frecuencia).
El uso de picosulfato de sodio también se ha asociado con ciertas alteraciones electrolíticas, tales como hiponatremia e hipopotasemia. 
Los pacientes a menudo tienen que beber grandes cantidades de líquidos claros así como rehidratarse para restablecer el balance electrolítico. Se debe evitar utilizar de forma crónica y se debe informar al paciente sobre la necesidad de hidratarse adecuadamente y la reposición de electrolitos. En caso de poseer hipertensión arterial elevada, es recomendable consultar a su médico